# Йоханес Вийр
Йоханес Вийр (на нидерландски: Johannes Wier) е нидерландски лекар.
Роден е през 1515 година в Граве в Брабант. Учи в Хертогенбос и Льовен, при известния окултист Хайнрих Корнелий Агрипа в Антверпен и Бон, а след това медицина в Париж и Орлеан. Практикува медицина в Граве и Арнем, а от 1550 до 1578 година е придворен лекар на Вилхелм Богатия в Клеве. Там пише най-известния си труд De praestigiis daemonum, първият подробен трактат, отхвърлящ суеверието в съществуване на вещерство и обичайния за епохата лов на вещици.
Йоханес Вийр умира на 24 февруари 1588 година в Текленбург.